# سونیل دات
سونیل دوت یکی از بازیگران قدیمی هند بود (البته وی در فیلم‌های پنجابی بسیاری نیز بازی کرده‌است). وی تهیه‌کننده، کارگردان و فعال سیاسی نیز بوده‌است. وی در دوران حکومت مانموهان سینگ وزیر کار و ورزش بوده‌است (در سال‌های ۲۰۰۴ و ۲۰۰۵). پسر سونیل،سانجی دات نیز بازیگر است.
از فیلم‌هایی که او در آن بازی کرده‌است می‌توان به قربانی اشاره کرد.

## فیلم‌شناسی
فهرست برخی از فیلم‌هایی که سونیل دات در آنها به ایفای نقش پرداخته است:
- قربانی
- سوجاتا
- مونا قلدره و محبت جادویی
- سنت
- جنگجویان
- عظمت
- گل
- اختلاس
- خاطرات
- آمپرالی
- نگهبان وطن
- لیلا
- دشمن حیات
- خانم همسایه
- مار
- ضد
- او گفت
- نام تو شکستن غم
- چارانداس
- انتقام از آتش
- تاج‌گذاری
- سلام عزیز دلم
- سلام خانم
- مراقبه
- شعله
- فاصله
- چراغ
- یک گل، چهار خار
- انسان بیدار
- خاندان
- من باید ساکت بمانم
- سایه من
- بگذار زندگی کنم
- سایه
- راهزن و جوان
- رابطه با درد
- جنگ درستکاری

## مرگ
وی در منزلش (واقع در بمبئی) در هنگام خواب به علت حمله ی قلبی درگذشت. پس از مرگش، دخترش پریا دوت، برای تصاحب صندلی پدر در پارلمان هند تلاش بسیاری کرد و سرانجام نیز موفق به تصاحب آن شد.